# Schottische Badmintonmeisterschaft 2005
Die Schottische Badmintonmeisterschaft 2005 fand vom 4. bis zum 6. Februar 2005 in Perth statt.

## Austragungsort
- Perth, Bell’s Sports Centre

## Finalresultate
| Disziplin    | Sieger                               | Finalist                                | Ergebnis             |
| ------------ | ------------------------------------ | --------------------------------------- | -------------------- |
| Herreneinzel | Craig Goddard                        | Bruce Flockhart                         | 9:15 15:10 (Aufgabe) |
| Dameneinzel  | Yuan Wemyss                          | Susan Hughes                            | 11:4 11:2            |
| Herrendoppel | David Gilmour Craig Robertson        | Graham Simpson Graeme Smith             | 15:10 15:2           |
| Damendoppel  | Yuan Wemyss Sandra Watt              | Michelle Douglas Kirsteen McEwan-Miller | 15:8 15:11           |
| Mixed        | Andrew Bowman Kirsteen McEwan-Miller | Craig Robertson Sandra Watt             | 7:15 15:2 15:6       |